# Джийн Уайлдър
Джийн Уайлдър (на английски: Gene Wilder; роден Джером Силбърман, на английски: Jerome Silberman) е американски сценичен и кино актьор, режисьор, сценарист, писател и активист, носител на награди „Хюго“ и „Еми“, номиниран е за по две награди „Оскар“ и „Златен глобус“.

## Биография
Уайлдър започва кариерата си на сцената, а екранния си дебют прави през 1962 г. Въпреки че първата му филмова роля е тази на заложник във филм от 1967 г. – „Бони и Клайд“, първата му главна роля е на Леополд Блум във филма от 1968 г. „Продуцентите“, за който е номиниран за Оскар за най-добър актьор във второстепенна роля. Това е първото от поредица съвместни сътрудничества със сценариста и режисьора Мел Брукс. Уайлдър е известен с ролята си на Уили Уонка в Уили Уонка и шоколадовата фабрика (1971 г.), както и четирите си филми с Ричард Прайър: „Сребърната стрела“ (1976 г.), „Не си струва“ (1980 г.), „Да не видиш нищо, да не чуеш нищо“ (1989 г.) и „Друг като теб“ (1991 г.). Уайлдър е режисьор и сценарист на няколко от филмите си, включително „Жената в червено“ (1984 г.).
Третата му съпруга е актрисата Гилда Раднър, с която играе в три филма. Нейната смърт от рак на яйчниците води до активното му участие в насърчаването на осведомеността и лечението на рака.
От 2003 г. Уайлдър насочва вниманието си към писането. Пише мемоарите си през 2005 г. „Целуни ме като непознат: в търсене на любовта и изкуството“, сборник с разкази „Какво е това нещо, наречено любов?“ (2010 г.) и романите „Моята френска проститутка“ (2007), „На жените, които не биха“ (2008 г.) и „Нещо, което да ми напомня за теб“ (2013 г.).
Той е считан за един от най-влиятелните комедийни актьори от втората половина на 20 век.

## Избрана филмография
| Година | Филм                                               | Оригинално заглавие                            | Роля                     | Режисьор      |
| ------ | -------------------------------------------------- | ---------------------------------------------- | ------------------------ | ------------- |
| 1967   | Бони и Клайд                                       | Bonnie and Clyde                               | Юджийн Гризард           | Артър Пен     |
| 1968   | Продуцентите                                       | The Producers                                  | Леополд (Лео) Блум       | Мел Брукс     |
| 1971   | Уили Уонка и шоколадовата фабрика                  | Willy Wonka & the Chocolate Factory            | Уили Уонка               | Мел Стюарт    |
| 1972   | Всичко, което винаги сте искали да знаете за секса | Everything You Always Wanted to Know About Sex | д-р Рос                  | Уди Алън      |
| 1974   | Младият Франкенщайн                                | Young Frankenstein                             | д-р Фредерик Франкенщайн | Мел Брукс     |
| 1984   | Жената в червено                                   | The Woman in Red                               | Теди Пиърс               | Джийн Уайлдър |